# دوریس پینچیچ روگوزنیتسا
دوریس پینچیچ روگوزنیتسا (کرواتی: Doris Pinčić Rogoznica؛ زادهٔ ۴ سپتامبر ۱۹۸۸) بازیگر اهل کرواسی است.